# Life (Simply Red)
| Recensione    | Giudizio |
| ------------- | -------- |
| AllMusic      |          |
| Rolling Stone |          |

Life è il quinto album in studio del gruppo musicale britannico Simply Red, pubblicato il 6 ottobre 1995.
Tra i brani include il singolo Fairground e We're in This Together, quest'ultimo inno ufficiale del campionato europeo di calcio 1996.
È stato l'ultimo album al quale ha partecipato il tastierista Fritz McIntyre.

## Tracce
Testi e musiche di Mick Hucknall.
1. You Make Me Believe – 3:51
2. So Many People – 5:19
3. Lives and Loves – 3:21
4. Fairground – 5:33
5. Never Never Love – 4:19
6. So Beautiful – 4:58
7. Hillside Avenue – 4:45
8. Remembering the First Time – 4:43
9. Out on the Range – 6:00
10. We're in This Together – 4:14

Tracce bonus nell'edizione speciale del 2008
1. Fairground (Rollo and Sister Bliss Remix) – 9:06
2. Remembering the First Time (Satoshi Tomiie Classic 12" Mix) – 8:53
3. Never Never Love (Too Precious Club Radio Mix) – 4:22
4. We're in This Together (Universal Feeling Mix) – 4:15
5. You Make Me Believe (Howie B Mix) – 4:01

## Formazione
Simply Red
- Mick Hucknall – voce, chitarra, basso, arrangiamento
- Fritz McIntyre – tastiere, cori
- Ian Kirkham – sassofono, EWI, tastiere
- Heitor Pereira – chitarra
- Dee Johnson – cori

Altri musicisti
- Sly Dunbar – batteria, programmazione
- Ritchie Stevens – batteria
- Danny Cummings – percussioni
- Robbie Shakespeare – basso
- Bootsy Collins – basso
- Hugh Masekela – flicorno soprano
- Andy Wright – programmazione, tastiere, arrangiamento
- The London Metropolitan Orchestra – strumenti ad arco
- Caroline Dale – conduzione orchestra, arrangiamento

## Classifiche
| Classifica (1995) | Posizione massima |
| ----------------- | ----------------- |
| Australia         | 7                 |
| Austria           | 1                 |
| Belgio (Fiandre)  | 3                 |
| Belgio (Vallonia) | 18                |
| Canada            | 26                |
| Danimarca         | 2                 |
| Europa            | 1                 |
| Finlandia         | 14                |
| Francia           | 7                 |
| Germania          | 1                 |
| Irlanda           | 1                 |
| Italia            | 2                 |
| Norvegia          | 11                |
| Nuova Zelanda     | 3                 |
| Paesi Bassi       | 3                 |
| Portogallo        | 1                 |
| Regno Unito       | 1                 |
| Spagna            | 5                 |
| Stati Uniti       | 75                |
| Svezia            | 2                 |
| Svizzera          | 1                 |